# Guerra de Successió Portuguesa
La Guerra de Successió Portuguesa fou un conflicte bèl·lic que va tenir lloc entre el 1580 i el 1583 per la pugna del tron portuguès entre el rei castellà, Felip II, António de Portugal i Caterina de Bragança (Portugal).

## Antecedents
L'origen del conflicte remunta a la coronació del rei Sebastià I de Portugal. Aquest, desitjós de glòria, va decidir disputar una guerra al Marroc a petició de Mulei Mohamed qui, a canvi, prometia territori. El rei de Portugal, regne que ja havia conquistat Ceuta i mirat de posseir Tànger, no va dubtar i va encapçalar l'exèrcit, tot i la negativa del clergat i noblesa de voler participar-hi. El rei no aconseguí el seu objectiu i desaparegué. El poble no hi va creure. Portugal va tenir dificultats a acceptar que el rei hagués mort durant la guerra. Tanmateix, mort o no, el cert és que mai va tornar a aparèixer i això va provocar problemes successoris. El rei no tenia descendent i entre els candidats al tron hi estava Felip II de Castella.

## La guerra
El 24 de juliol de 1580 Antoni I de Portugal es va proclamar a si mateix rei de Portugal a Santarem, amb aclamació popular. El 25 d'agost del mateix any però les tropes castellanes del duc d'Alba el derrotaren a la batalla d'Alcántara, esdevenint Felip II de Castella rei de Portugal. Antoni fugí a les Açores on continuà exercint de rei de Portugal fins al 1583, any en què fou expulsat d'elles per les tropes castellanes.

## Conseqüències
Tot plegat va acabar traduint-se en una guerra de Successió que va acabar per guanyar Espanya i arran de la qual el rei Felip II estableix la Unió Ibèrica. És a dir, unió dels regnes cristians de la península Ibèrica sota una mateixa corona, en la teoria triple, però en la realitat força centralitzadora.